# Lee Hong-gi
Lee Hongki (em coreano: 이홍기; 2 de março de 1990), muitas vezes conhecido como Hong-gi ou HongKi (em coreano: 홍기 이), é um cantor, músico, ator e apresentador sul-coreano. Começou como ator infantil em 2002 e no ano de 2007 estreou com o F.T. Island  onde é o principal vocalista do grupo. Sua voz é reconhecida e admirada na industria musical sul coreana.  Além da fluência em coreano ele também é fluente em japonês.

## Biografia
Lee Hongki nasceu no dia 2 de março de 1990 na província de Gwangju, Gyeonggi na Coreia do Sul.  Ele estudou na universidade particular Kyung Hee University onde aprendeu sobre teatro e cinema.
Sua principal ocupação é a de idol sul-coreano, ou seja, além de cantar, Lee também atua e é compositor.
Suas principais atividades são a música, jogar futebol, cozinhar e nail art, tema que, por vez mantém as câmeras, além de milhares de olhares femininos, sobre ele quando ele não está nem cantando nem atuando.  Para Lee a nail art é uma forma criativa da arte e isso o inspira. Sua paixão pelo tema fez com que as suas próprias unhas se destacassem e sempre que pode gosta de mantê-las pintadas e na moda. Por ser um ídolo masculino isso repercutiu na mídia por um longo tempo devido a quebra de estereótipo. Sua paixão pela nail art fez com que Hongki fizesse muitas declarações a respeito do assunto, sempre condenando o fato da sociedade ainda ver esse tipo de atividade voltado apenas para o público feminino. O crescimento do conhecimento de Lee a respeito do assunto é notado ao longo de sua carreira em que ele abriu espaço dessa arte para um público novo. Seu sucesso foi tamanho que em 2013 Lee resolveu publicar formalmente sua adimiração em forma do livro Lee HongKi Nail Book .
"Eu queria mudar a percepção negativa sobre homem fazendo nail art. Eu também queria compartilhar minhas dicas sobre a prática. É assim que eu acabei de publicar um livro. No início, eu duvidava que alguém iria comprar meu livro prego, mas estou feliz que tem sido tão bem-sucedido" - comentou durante uma entrevista.
Além de tudo, Lee ainda lançou sua mais nova marca: Skullhong,  em junho de 2014 onde ele projeta e vende acessórios e roupas exclusivas.

## Carreira artística
Hongki começou sua carreira na indústria do entretenimento ainda jovem, em 2002, na emissora KBS2 onde atuou na série Magic Kid Masuri como o amigo do protagonista.
Em 2008, Lee foi chamado para interpretar o papel principal de Master of Study, uma adaptação sul-coreana do drama japonês Dragon Zakura, contudo, devido a problemas na pré-produção da série o drama teve data de estréia adiada fazendo com que a produtora cancelasse o contrato devido a sua agenda com o F.T. Island.
Em 2009 ele fez seu retorno para atuação com o papel de Jeremy no drama You're Beautiful sua atuação rendeu boas críticas e Hongki recebeu ainda maior reconhecimento além do prêmio de Melhor Novo Ator.
Em abril de 2011, Hongki  atuou pela primeira vez na TBS no drama japonês Muscle Girl! seguido de uma produção de 90 minutos intitulada Noriko Goes To Seul onde interpretou um jovem aspirante a cantor. No ano seguinte foi a vez do programa M Cowtdown.
Em 2013 Hongki estrelou o show de variedades We Got Married Global Edtion fazendo par com a atriz japonesa Fuji Mina  e estreou no cinema em Passionate Goodbye, com Baek Jin-hee, onde interpretou um ídolo problemático que é obrigado a fazer serviço comunitário em um hospital.
Seu sucesso foi além e em fevereiro de 2014 Hongki estrela o drama coreano Bride of The Century na Tv Chosun e a comédia Modern Farmer na SBS, trazendo grandes lucros para a empresa naquele ano.

## Carreira musical

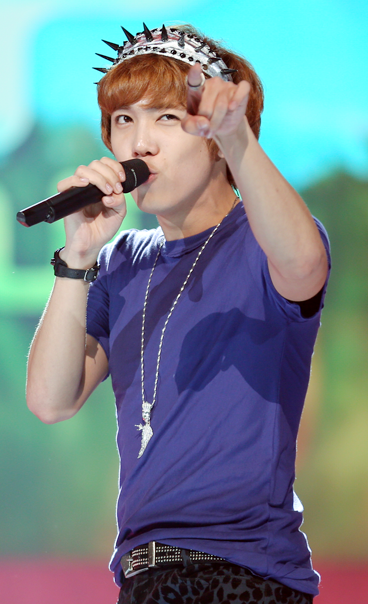
Lee HongKI em 2012

Sua carreira no mundo do estrelato se iniciou em 2007 quando se juntou a banda F.T. Island como vocalista, posição que atua até o presente momento.
Seu primeiro contato com a música foi ao cantar uma música para a trilha sonora de Kkangsooni, com apenas 13 anos e logo encantou a todos com seu potencial ainda desconhecido.
Em 2008, no meio da apresentação em um programa de televisão,  devido ao excesso de trabalho, ele adoeceu perdendo temporariamente a voz, desmaiando em seguida e sendo temporariamente hospitalizado. Isso porque além dos concertos do grupo, Lee ainda se divide com a agenda apertada de gravações e outras atividades.
Nos últimos anos Hongki começou a compor contribuindo para a carreira da banda com músicas inéditas ("Black Chocolat" e "Orange Sky") e que mostraram entrar rapidamente para o gosto popular.
Em 17 de novembro de 2015 o cantor fez o lançamento oficial de sua carreira solo com a música "Insesible"(ganhadora do primeiro lugar do SBS MTV "The Show" em novembro do mesmo ano)[ligação inativa], através da gravadora FNC Entertainment (responsável também pela banda), lançando seu novo álbum FM302 na Coreia do Sul em 18 de novembro de 2015 e seu álbum japonês AM302 em 9 de dezembro do mesmo ano.